# Hasztag
Hasztag (z ang. hashtag) – słowo lub wyrażenie poprzedzone symbolem # (ang. hash), bez użycia spacji, będące formą znacznika (ang. tag). Krótkie wiadomości na mikroblogach i serwisach społecznościowych takich jak Facebook, Twitter, Instagram czy Wykop.pl mogą być oznaczone przez dodanie kratki przed ważnymi słowami (bez spacji) albo wystąpić w zdaniu.
Hasztagi umożliwiają grupowanie wiadomości, ponieważ można wyszukać komunikaty, w których zawarto dany hasztag. Wyszukiwanie obejmuje tylko jeden serwis internetowy, dlatego hasztag nie może być powiązany z wiadomościami z innego serwisu.

## Pochodzenie
Hasztagi były używane w technologii informacyjnej do podkreślenia specjalnego znaczenia. W 1970 hasztag umieszczony obok symbolu lub liczby oznaczał natychmiastowy tryb adresowania (immediate) w języku asemblera PDP-11. W 1978 Brian Kernighan i Dennis Ritchie użyli hasztaga w języku programowania C do kluczowych słów, które miały być przetworzone przez preprocesor jako pierwsze.
Następnie hasztagi były używane w sieciach IRC do określania grup i tematów. Są również wykorzystywane do oznaczania pojedynczych wiadomości jako istotnych dla szczególnej grupy oraz do oznaczania pojedynczych wiadomości jako należących do konkretnego tematu czy kanału. Kanały i tematy, które są dostępne w całym IRC, są poprzedzone symbolem # (w przeciwieństwie do tych lokalnych dla serwera, które używają znaku At ‘@’).

## Wykorzystanie na Twitterze
Popularność hasztagów rosła wraz z rozwojem i popularnością Twittera. Christopher Reaves Messina zaproponował system do tagowania wybranych tematów w sieci mikroblogów na Twitterze. Wstawił pierwszy hasztag na Twitter, pisząc: how do you feel about using # (pound) for groups. As in #barcamp [msg]?. Według leksykografa Bena Zimmera, przewodniczącego Komisji do spraw nowych słów w dialektach amerykańskich społeczności, jako pierwszy określenia hasz tag użył na blogu Stowe Boyd, publikując wpis Hasz tagi = Grupowanie na Twitterze 26 sierpnia 2007 roku.
Od 2 lipca 2009 roku Twitter połączył hasztagi w tweetach z wyszukiwarką słów oznaczonych hasztagiem na Twitterze. Hasztagi zaczęły być używane w stylu pisania postów na Twitterze w latach 2009–2010 podczas zamieszek po wyborach w Iranie, jako że angielskie i perskie hasztagi były użyteczne dla użytkowników Twittera w i poza Iranem. Twitter pokazuje hasztagi, które stały się popularne (ang. trending hashtags).